# Vengeance 2002
Vengeance 2002 è stato la seconda edizione dell'omonimo pay-per-view prodotto dalla World Wrestling Entertainment. L'evento si svolse il 21 luglio 2002 alla Joe Louis Arena di Detroit, Michigan.

## Storyline
Il 23 giugno, a King of the Ring, The Undertaker difese con successo il WWE Undisputed Championship contro Triple H nonostante l'intervento del rientrante The Rock, il quale colpì il campione con una Rock Bottom. Un match tra The Undertaker e The Rock con in palio il WWE Undisputed Championship fu quindi sancito per Vengeance. Dopo che il match tra Kurt Angle e The Undertaker, disputatosi nella puntata di SmackDown del 4 luglio, era terminato in pareggio (e senza quindi il cambio di titolo), McMahon decise di aggiungere anche lo stesso Angle all'incontro di Vengeance tra The Rock e The Undertaker, trasformandolo in un Triple Threat match per il WWE Undisputed Championship.
Nella puntata di Raw del 24 giugno l'Intercontinental Champion Rob Van Dam interruppe un promo di Brock Lesnar, vincitore del torneo King of the Ring, e del suo manager Paul Heyman, colpendo poi il primo con una Van Daminator; poco dopo, la sera stessa, Van Dam difese con successo il titolo contro Lesnar per squalifica a causa dell'intervento di Heyman. Nella puntata di Raw del 1º luglio Lesnar sfidò Van Dam ad un match per Vengeance con in palio l'Intercontinental Championship e quest'ultimo accettò; salvo poi venir colpito dallo stesso Lesnar con una powerbomb attraverso un tavolo dei commentatori.
Nella puntata di SmackDown del 4 luglio, dopo che avevano avuto un confronto nel backstage, Chris Jericho sconfisse John Cena, il quale aveva debuttato la settimana precedente dopo aver risposto ad una Open Challenge di Kurt Angle, in maniera irregolare. Nella puntata di SmackDown dell'11 luglio Cena e il WWE Undisputed Champion The Undertaker sconfissero Jericho e Kurt Angle; con Cena che schienò lo stesso Jericho per vincere l'incontro. Un match tra Cena e Jericho fu quindi sancito per Vengeance.
Nella puntata di SmackDown del 4 luglio Edge e Hollywood Hulk Hogan sconfissero Billy e Chuck, conquistando così il WWE Tag Team Championship per la prima volta. Nella puntata di SmackDown dell'11 luglio Vince McMahon, dopo aver acconsentito alla richiesta di Chris Jericho, annunciò che, a Vengeance, Edge e Hogan avrebbero difeso i titoli di coppia contro gli Un-Americans (Lance Storm e Christian).
Nella puntata di Raw del 15 luglio Booker T sconfisse Big Show (entrambi ex-membri dell'nWo) per squalifica dopo che quest'ultimo lo aveva ripetutamente colpito con una sedia; poco dopo, la sera stessa, il nuovo General Manager di Raw, Eric Bischoff, sancì un No Disqualification match tra Booker e Big Show per Vengeance.
A King of the Ring, Ric Flair sconfisse Eddie Guerrero grazie all'intervento di Bubba Ray Dudley, il quale colpì Guerrero con una Bubba Bomb mentre l'arbitro stava espellendo Chris Benoit (alleato di Eddie) da bordo ring. Dopo diverse vicissitudini, fu annunciato un Elimination Tables match tra i Dudley Boyz (Bubba Ray e Spike Dudley) contro Benoit e Guerrero per Vengeance.
Nella puntata di Raw dell'8 luglio Jeff Hardy sconfisse William Regal, conquistando così l'European Championship per la prima volta. Un rematch tra i due con in palio il titolo fu poi sancito per Vengeance.
Nella puntata di SmackDown dell'11 luglio Billy Kidman e The Hurricane sconfissero il Cruiserweight Champion Jamie Noble e Tajiri; con Kidman che schienò Noble per vincere l'incontro. Dopo che Noble aveva brutalmente attaccato Kidman nella puntata di SmackDown del 18 luglio, fu annunciato un match tra i due con in palio il Cruiserweight Championship per Vengeance.

## Evento
Prima della messa in onda dell'evento, Goldust sconfisse Stevie Richards a Sunday Night Heat.

### Match preliminari
L'evento si aprì con l'Elimination Tables match tra i Dudley Boyz (Bubba Ray Dudley e Spike Dudley) contro Eddie Guerrero e Chris Benoit. Durante il match, Guerrero venne eliminato da Spike dopo l'esecuzione di una Dudley Dog attraverso di un tavolo. In seguito, Benoit eliminò Spike dopo averlo schiantato attraverso di un tavolo con una military press slam. Nel finale, Bubba Ray eliminò Benoit per vincere il match dopo l'esecuzione di una Bubba Bomb attraverso di un tavolo.
Il secondo match fu quello per il Cruiserweight Championship tra il campione Jamie Noble e lo sfidante Billy Kidman. Nel finale, Noble eseguì la Gibson Driver su Kidman per poi schienarlo e mantenere il titolo.
Il match successivo fu quello valevole per l'European Championship tra il campione Jeff Hardy e lo sfidante William Regal. Nel finale, Hardy schienò Regal con un roll-up per vincere il match e mantenere il titolo.
Il quarto match della serata fu tra Chris Jericho e John Cena. Nel finale, Jericho tentò di applicare la Walls of Jericho su Cena, ma quest'ultimo rovesciò la manovra in un roll-up per schienare Jericho e vincere il match.

### Match principali
Il match seguente fu quello valevole per l'Intercontinental Championship tra il campione Rob Van Dam e lo sfidante Brock Lesnar. Nel finale, Lesnar tentò di eseguire la F-5 su Van Dam, ma quest'ultimo rovesciò la manovra in una DDT per poi colpire Lesnar con la Five Star Frog Splash. Van Dam schienò poi Lesnar, ma Paul Heyman interferì in favore di Lesnar e trascinò l'arbitro all'esterno del ring facendo, così, terminare il match con la vittoria di Van Dam per squalifica. Dato ciò, a causa della squalifica, Van Dam mantenne il titolo. Al termine del match, Van Dam colpì Heyman con una baseball slide e l'arbitro attaccò poi lo stesso Heyman. Van Dam provò poi ad eseguire una Van Terminator su Lesnar, ma Heyman fermò Van Dam consentendo, così, a Lesnar di colpire Van Dam con una F-5 su una sedia d'acciaio.
Il sesto match fu il No Disqualification match tra Booker T e Big Show. Durante il match, Booker eseguì lo Scissors Kick su Big Show attraverso il tavolo dei commentatori. Nel finale, Booker eseguì un altro Scissors Kick su Big Show per poi colpirlo con lo Houston Hangover. Booker schienò poi Big Show per vincere il match.
Il match che seguì fu quello per il WWE Tag Team Championship tra la coppia campione Edge e Hollywood Hulk Hogan contro quella sfidante degli Un-Americans (Christian e Lance Storm). Durante il match, Edge tentò di eseguire la Spear su Storm, ma quest'ultimo schivò l'attacco e Edge finì con il colpire l'arbitro. In seguito, Test interferì e colpì Edge con il big boot. Storm ne approfittò per schienare Edge, ma Edge si liberò dalla schienamento dopo un conto di due. Nel finale, Edge colpì Storm con la Spear, però Christian distrasse l'arbitro e Chris Jericho interferì colpendo Edge al volto con una cintura dei titoli di coppia. Storm schienò poi Edge per vincere il match e conquistare i titoli di coppia insieme a Christian.
Il main event fu il Triple Threat match per il WWE Undisputed Championship tra il campione The Undertaker e gli sfidanti The Rock e Kurt Angle. Durante il match, The Rock eseguì una Chokeslam su The Undertaker por poi applicare una Ankle Lock su Angle, ma quest'ultimo contrattaccò e colpì The Rock con una Rock Bottom. In seguito, Angle tentò di eseguire la Angle Slam su The Undertaker, ma il campione rovesciò la manovra colpendo, a sua volta, Angle con una Angle Slam. Successivamente, The Rock eseguì il People's Elbow su The Undertaker, però Angle trascinò The Rock all'esterno del ring per poi schienare The Undertaker. Tuttavia, il campione si liberò dallo schienamento dopo un conteggio di due. Angle colpì poi The Undertaker con una sedia d'acciaio e lo schienò, ma The Undertaker evase dallo schienamento dopo un conto di due. Dopodiché, The Undertaker eseguì la Last Ride su The Rock, ma Angle ruppe lo schienamento. Angle applicò poi la Ankle Lock su The Undertaker, ma quest'ultimo riuscì a liberarsi della presa di sottomissione. The Undertaker colpì Angle con la Chokeslam, ma The Rock eseguì poi la Rock Bottom su The Undertaker, da cui il campione si liberò dopo un conteggio di due. Nel finale, dopo che Angle eseguì la Angle Slam su The Undertaker, The Rock colpì immediatamente Angle con la Rock Bottom per poi schienarlo e conquistare il titolo.

## Risultati
| #    | Incontri                                                                      | Stipulazioni                                          | Durata |
| ---- | ----------------------------------------------------------------------------- | ----------------------------------------------------- | ------ |
| Heat | Goldust ha sconfitto Steven Richards                                          | Single match                                          | 03:49  |
| 1    | Bubba Ray Dudley e Spike Dudley hanno sconfitto Eddie Guerrero e Chris Benoit | Tag team tables match                                 | 14:59  |
| 2    | Jamie Noble (c) (con Nidia) ha sconfitto Billy Kidman                         | Single match per il WWE Cruiserweight Championship    | 07:34  |
| 3    | Jeff Hardy (c) ha sconfitto William Regal                                     | Single match per il WWE European Championship         | 04:16  |
| 4    | John Cena ha sconfitto Chris Jericho                                          | Single match                                          | 06:21  |
| 5    | Rob Van Dam (c) ha sconfitto Brock Lesnar (con Paul Heyman) per squalifica    | Single match per il WWE Intercontinental Championship | 09:38  |
| 6    | Booker T ha sconfitto Big Show                                                | No disqualification match                             | 06:12  |
| 7    | Christian e Lance Storm hanno sconfitto Edge e Hulk Hogan (c)                 | Tag team match per il WWE Tag Team Championship       | 10:00  |
| 8    | The Rock ha sconfitto Kurt Angle e The Undertaker (c)                         | Triple threat match per l'Undisputed WWE Championship | 19:35  |